# Сардински језик
Сардиниски (сард. sardu, limba sarda, lingua sarda) је романски језик који се највише користи на острву Сардинија. То је најконзервативнији романски језик по својој фонологији.
Од 1997. сардински језик је заштићен на острву Сардинија регионалним и националним законима. Неколико стандарда је написано са циљем унификације две главне варијанте језика. Овај језик је званичан заједно са италијанским на Сардинији.
Историја острва Сардинија, које је било релативно изоловано од остатка Европе до савременог доба, довео је до развоја језика који се разликовао од романских језика, који и дан данас у себи носи остатке предлатинског језика.

### Корени
О раном пореклу сардинског језика се веома мало зна, услед недостатка писаних извора јер се писана форма на Сардинији јавила тек у средњем веку. Данас постоје различите теорије о настанку сардинског језика.
Период римске доминације почео је 238. пре н. е и донео је латински језик на Сардинију, тако да је дошло до преовлађивања латинског језика, али са примесама предроманског сардинијског језика. Тако да корени многих речи потичу из периода пре доласка Рима на Сардинију. Савремени сардински језик је био први језик који се одвојио од латинског, највероватније још у 1. веку п. н. е.
Током овог периода био је присутан узајамни утицај између Корзике и ограниченог дела северне Сардиније. На југу је био присутан утицај семитских језика и Грка. У 1. веку н. е значајан број Јевреја прогнано је на Сардинију, што је на сардински језик имало утицаја. Све ово скупа са латинском доминацијом довело је до тога да на Сардинији доминира употреба романског језика, или тачније архаични облик неолатинског језика, чије су главне каракетеристике архаична фонетика и морфосинтактички феномен.
После овог периода, Сардинија је пала под утицај Источног римског царства. Утицај грчке културе и језика није успео да значајније уздрма романску структуру сардинског језика. Неки топоними данас показују грчки утицај.
Услед Арапске експанзије у Средоземљу, дошло је до прекида веза између Византије и Сардиније. Први писани документ је Carta Volgare и датира из периода 1070–1080. Након тога наступа период Краљевине Сардиније, а касније је Сардинијом владала Шпанија.

### Класификација
Упркос географској блискости и заједничког наднационалног идентитета Сардинаца са становницима континенталне Италије, сардински је језик по својим карактеристикама знатно ближи западнороманским језицима. Примера ради, за грађење множине у сардинском је поопштен суфикс -С који потиче од латинског наставка за акузатив множине, а то је карактеристика свих западнороманских језика (упоредити сардински пример LIMBA-LIMBAS са шпанским LENGUA-LENGUAS), док облик множине именица у италијанском и осталим источнороманских језика потиче од облика латинског номинатива множине (LINGUA-LINGUE). Исто тако, сардински прохибитив (негативни императив) гради се на исти начин као у западнороманским језицима, од субјунктива презента (NON CANTES, упоредити са шпанским NO CANTES), док италијански у ту сврху користи инфинитив (NON CANTARE).
Ипак, сардински није ни западноромански ни источноромански језик, већ засебни језички ентитет настао директно из вулгарног латинског. Велик број засебних иновација то потврђује. Интересантно је то што је сардински језик, премда најконзервативнији романски језик што се тиче фонологије, заправо најиновативнији романски језик што се тиче глаголске морфологије. Знатан број синтетичких латинских глаголских облика који су опстали у морфолошки радикално конзервативним језицима попут шпанског и поготово португалског, у сардинском су замењени аналитичким конструкцијама са помоћним глаголом AERE. Такође, облици глагола „бити” грађени суплетивном основом FU такође су нестали и замењени аналошким облицима изведеним из инфинитива, а исто то важи и за латински имперфекатски облик ERA.